# Partido Lafari
O Partido Lafari é um partido político das Ilhas Salomão, criado em 2005. Nas eleições legislativas em 5 de abril de 2006, o partido ganhou 2,8% dos votos e obteve dois dos cinquenta assentos parlamentares.